# Socialistická Solidarita

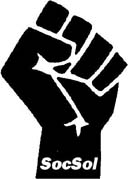
Znak skupiny Socialistická Solidarita

Socialistická Solidarita (též zkráceně SocSol) je česká neortodoxně trockistická skupina, hájící koncept tzv. „socialismu zdola“. Je součástí volného sdružení Mezinárodní socialisté.

## Činnost
Socialistická Solidarita byla aktivní v rámci koalice INPEG (Iniciativa proti ekonomické globalizaci) při protestech proti kongresu MMF v Praze roku 2000; významně se též podílela na organizaci protestů proti válce v Iráku. V roce 2006 se účastnila boje proti vybudování radarové základny systému Národní protiraketové obrany USA v Česku, je jednou z podporujících organizací občanské iniciativy Ne základnám. Člen Socialistické Solidarity Jan Májíček byl jedním ze dvou mluvčích této iniciativy.
Skupina vydává pravidelný měsíčník Solidarita; každý rok pořádá víkend debat zvaný Dny antikapitalismu.

## Názory

### Socialismus zdola
Socialistická Solidarita zastává názor, že skutečný socialismus může přijít vždy pouze „zdola“ od široké vrstvy lidí, nikoliv od málo početné skupiny revolucionářů; stejně tak není podle skupiny socialismus vláda „avantgardní“ strany nad lidmi. SocSol se ztotožňuje s názorem Karla Marxe, že „sebeemancipace pracujících je vždy aktem pracujících samotných“.

### Vztah k režimům zemí bývalého Východního bloku
Skupina ve svém vztahu k režimům před rokem 1989 vychází z teorie trockisty Tonyho Cliffa narozeného v roce 1917 na území Palestiny, podle něhož byl režimem států bývalého Východního bloku nikoli socialismus, ale státní kapitalismus. Postojem revolučního socialisty je pak stát plně na straně opozice vůči těmto režimům. Socialistická Solidarita podporuje revoluce roku 1989, považuje je však za nedokončené.

### Vztah k menšinám a národní pravici
Socialistická Solidarita bojuje proti rasismu a sexismu, za požadavky menšin, např. gayů a lesbických žen. Podporuje boje námezdně pracujících lidí za zvýšení mezd a zlepšení pracovních podmínek.

## Fotogalerie

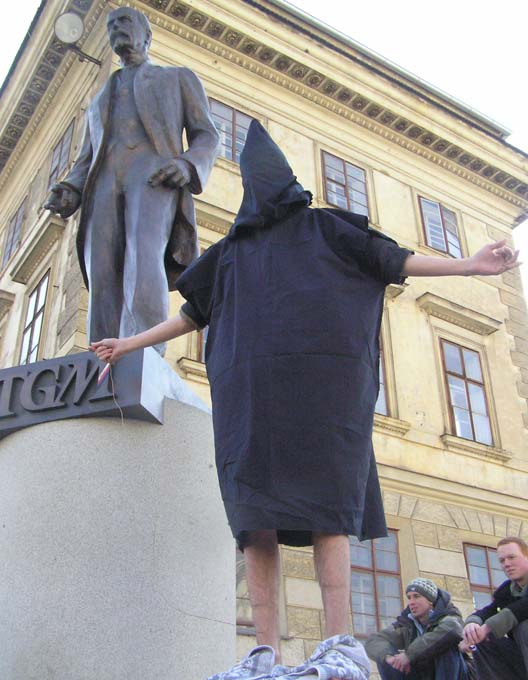
Protest Socialistické solidarity proti okupaci Iráku
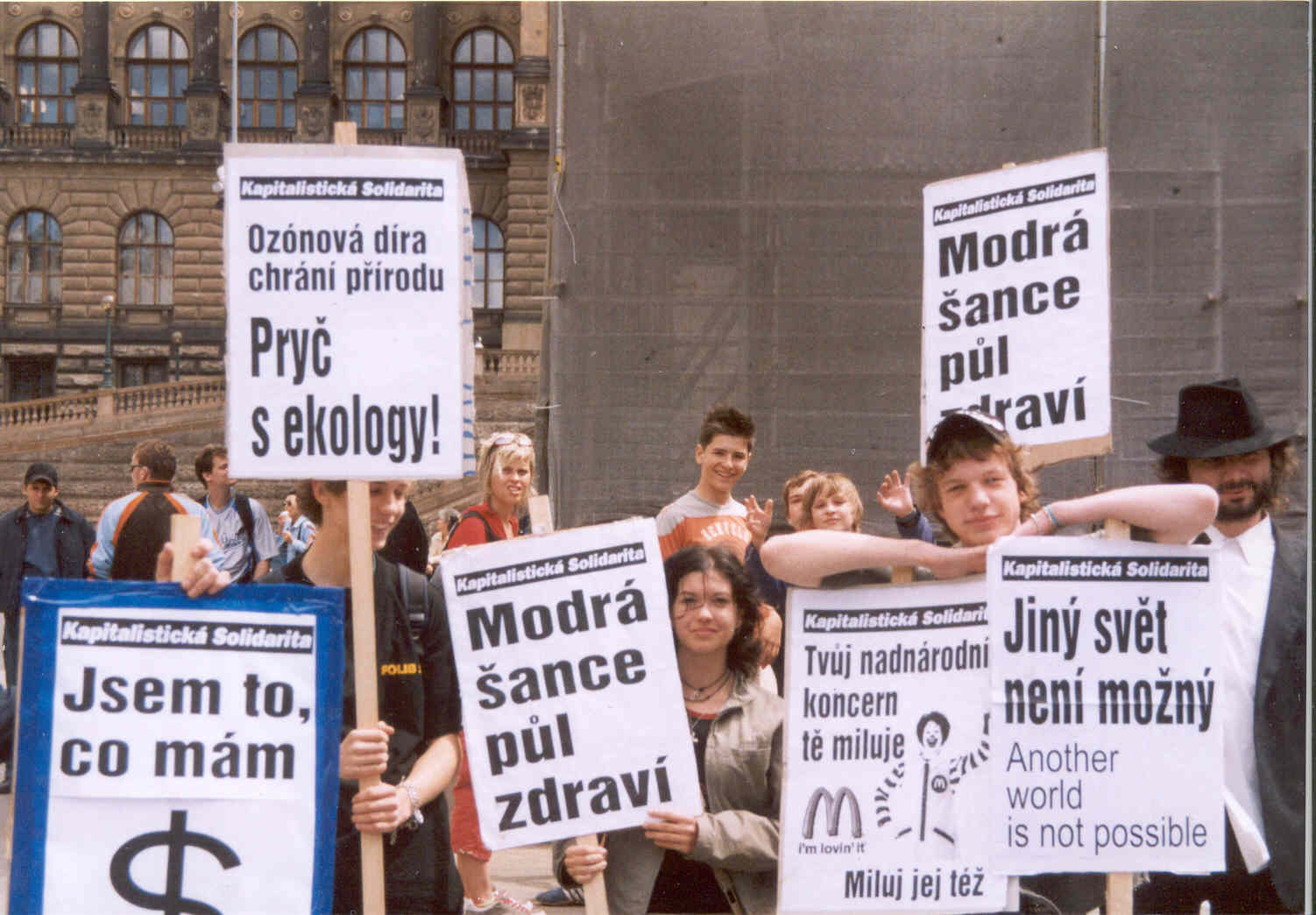
Happening pořádaný Socialistickou Solidaritou – ironické „připojení se“ k akci s názvem Oslava kapitalismu
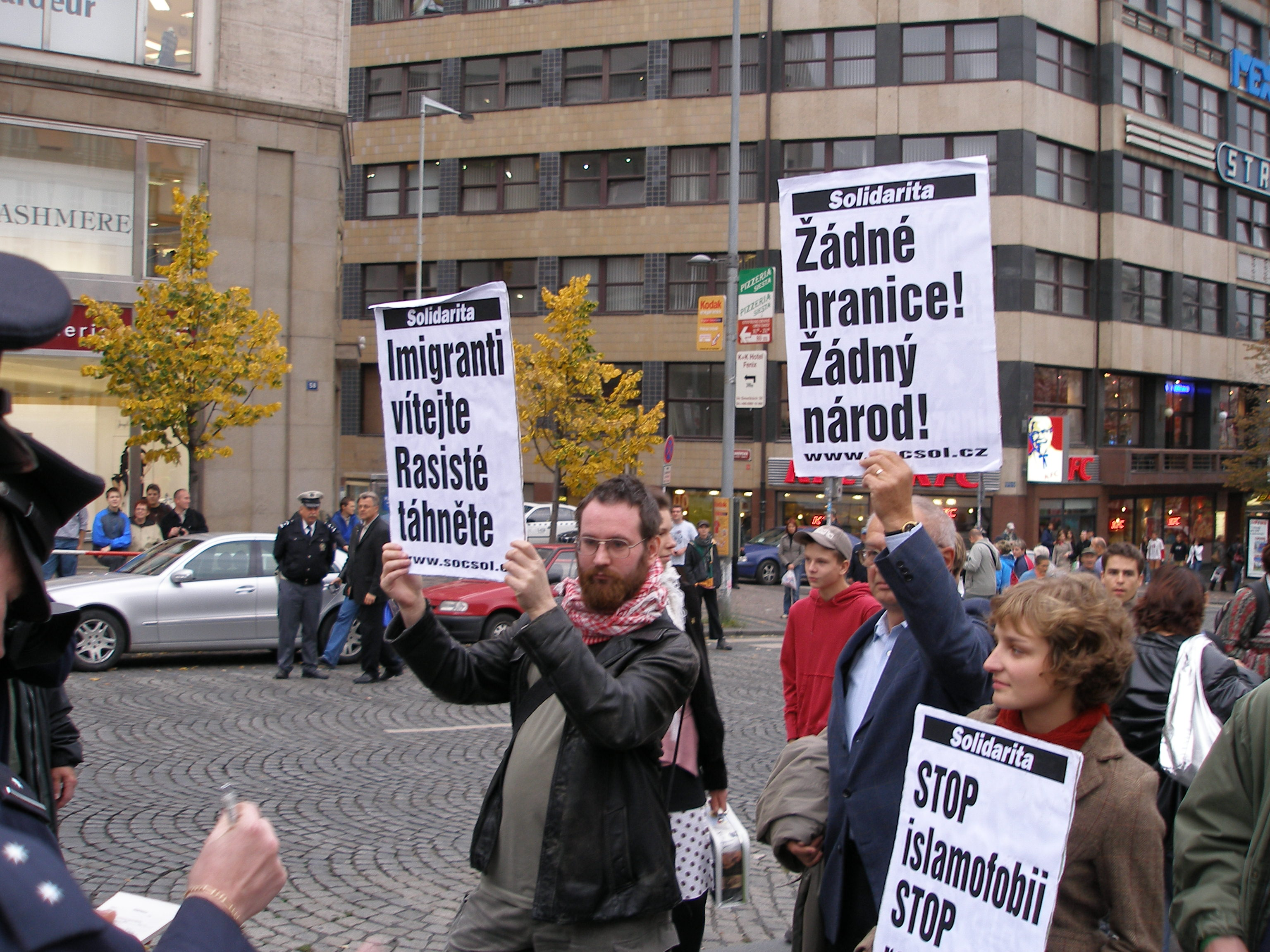
Demonstrace Socialistické Solidarity proti akci Národní strany